# András Cseh

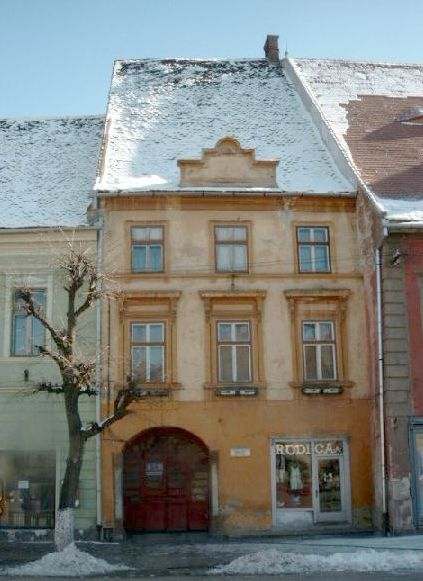
Het huis van András Cseh in Sibiu

András Cseh (Marosludas (Roemenië), 12 september 1895 – Den Haag, 9 maart 1979) was een Hongaars-Nederlandse priester, columnist en esperantist. Zijn familie was Hongaars maar leefde in Roemenië. Hij werd een katholiek priester die bekend raakte wegens zijn originele methode om het Esperanto te onderwijzen, de Cseh-methode.
Hij werd priester in 1919 en beoefende het priesterambt in enkele steden. In 1929 te Boedapest gaf hij zijn eerste internationale pedagogische cursus. In oktober 1929 werd hij geroepen om naar Estland en Letland te gaan om daar lessen in Esperanto te geven. Tegen het einde van dat jaar ging hij naar Nederland om ook daar te onderwijzen in Esperanto. 
In 1930 richtte hij samen met Julia Isbrücker het Internationaal Esperanto-Instituut op.

## Methode
Zijn methode bestaat uit:
1. het niet gebruiken van een leerboek
2. het niet gebruiken van een nationale taal, maar verklaring van nieuwe woorden door middel van reeds verklaarde woorden
3. gezamenlijke herhaling van antwoorden
4. het toepassen van conversatie over actualiteit in plaats van schoolse voorbeelden.
5. een rijke toepassing van humor en grappen
6. het aansporen tot het vinden van de grammaticale regels zodat de leerlingen zelf de regels van de spraakkunst samenstellen.